# David Stejskal (hrobník)
David Stejskal (* 23. března 1962 Nový Jičín) je český hrobník (od roku 1994 působící v Říčanech), odborník na pohřebnictví, spoluzakladatel Cechu hrobnického (2010) a autorizovaná osoba pro profesní kvalifikace „hrobník“ a „stavitel podzemních hrobek“.
Publikuje odborné texty týkající se praktických problémů správy veřejného pohřebiště, pohřbívání, stavby hrobek a cenových náležitostí v pohřebnictví.
Podílel se na založení tzv. „cvičného hřbitova“, na kterém se zájemci o získání profesní kvalifikace hrobníka učí základním dovednostem a získávání potřebné znalosti. Cvičný hřbitov založil ve spolupráci Cechu hrobnického a Střední školy technické na Zeleném pruhu v Praze 4.
Od roku 1995 do roku 2012 pracoval jako hrobník a správce hřbitovů města Říčany. Od roku 2013 do roku 2014 pracoval jako manager kvality na Správě pražských hřbitovů.
Od r. 2014 se věnuje rekvalifikačním kurzům na Střední škole technické na Zeleném pruhu, poskytuje poradenství v oblasti pohřebnictví a zastupuje Střední školu technickou Zelený pruh jako autorizovaný zástupce při školeních a kurzech.

## Dílo
- David Stejskal, Jaroslav Šejvl a kolektiv: Pohřbívání a hřbitovy, Wolters Kluwer Česká republika, Praha 2011